# Tanad Boonsuwan
Tanad Boonsuwan es un deportista tailandés que compitió en taekwondo. Ganó una medalla de bronce en el Campeonato Asiático de Taekwondo de 1982, en la categoría de –52 kg.

## Palmarés internacional
| Campeonato Asiático | Campeonato Asiático | Campeonato Asiático | Campeonato Asiático |
| Año                 | Lugar               | Medalla             | Categoría           |
| ------------------- | ------------------- | ------------------- | ------------------- |
| 1982                | Singapur (Singapur) | Medalla de bronce   | –52 kg              |